# Paris-Est Sup
Pour les articles homonymes, voir UPE.
Université Paris-Est - nom officiel - ou Paris-Est Sup est un regroupement universitaire qui fédère deux universités ainsi que des établissements d’enseignement supérieur et de recherche.

## Historique
Le pôle de recherche et d'enseignement supérieur (PRES) Université Paris-Est est officiellement constitué le 22 mars 2007 en tant qu’établissement public de coopération scientifique (EPCS). Ses membres fondateurs sont alors l’université de Marne-la-Vallée et l’école nationale des ponts et chaussées. Les statuts sont modifiés en avril 2012 avec l’ajout de nouveaux membres fondateurs dont l’université Paris-XII (« Créteil Val-de-Marne ») ; l’institut français des sciences et technologies des transports, de l’aménagement et des réseaux ; ESIEE Paris, l’école nationale vétérinaire d’Alfort.
En application de la loi relative à l'enseignement supérieur et à la recherche, Université Paris-Est évolue en communauté d'universités et établissements (ComUE) le 1er mars 2015. En application de l'ordonnance du 12 décembre 2018 relative à l'expérimentation de nouvelles formes de rapprochement, de regroupement ou de fusion des établissements d'enseignement supérieur et de recherche, Université Paris-Est évolue en ComUE expérimentale le 1er décembre 2020.
Une fusion des deux universités était prévue pour 2017 mais est suspendue en 2016.
Le nom Paris-Est Sup est adopté le 28 septembre 2020.

## Membres
Les membres fondateurs sont, selon les statuts de la ComUE :
- Université Paris-Est-Créteil-Val-de-Marne (UPEC)
- Université Gustave-Eiffel (ex-Université Paris-Est-Marne-la-Vallée et IFSTTAR)
- École nationale des ponts et chaussées
- École nationale vétérinaire d'Alfort

Les membres associés sont  :
- École des ingénieurs de la ville de Paris (composante de l'Université Gustave-Eiffel)
- École nationale supérieure d’architecture de Marne-la-Vallée (composante de l'Université Gustave-Eiffel)
- École nationale supérieure d'architecture de Paris-Belleville
- École spéciale des travaux publics, du bâtiment et de l'industrie

## Succession des présidents
| Identité                          | Période | Période |
| Identité                          | Début   | Fin     |
| --------------------------------- | ------- | ------- |
| Yves Lichtenberger (d)            | 2007    |         |
| Bernard Saint-Girons (d)          | 2010    |         |
| Bernard Dizambourg                | 2013    |         |
| Philippe Tchamitchian (d)         | 2016    |         |
| Alexandre Maitrot de la Motte (d) | 2021    |         |

## Investissements d'Avenir
Université Paris-Est porte directement, ou par l'intermédiaire d'un de ses membres : 
- un Equipex (équipement d'excellence)
- une cohorte
- 5 Labex (laboratoire d'excellence)
- la SATT Ile-de-France Innov (Société d'Accélération du Transfert de Technologies)
- un Institut Carnot 2
- deux IDEFI (initiative d'excellence en formations innovantes)

Par ailleurs, Université Paris-Est bénéficie d'un soutien spécifique pour son projet d'Institut de la ville et de l'aménagement durable Efficacity.
En outre, de nombreux projets impliquent des équipes de la plupart de ses membres, notamment 11 Labex et 6 infrastructures en Santé et Biotechnologies.

## Évolution démographique
Évolution démographique de la population universitaire 

| 2008  | 2009  | 2010  | 2011  | 2012  | 2013  | 2014  | 2015  |
| ----- | ----- | ----- | ----- | ----- | ----- | ----- | ----- |
| 1 237 | 1 262 | 1 440 | 1 388 | 1 416 | 1 382 | 1 387 | 1 393 |

| 2016  | 2017  | 2018  | 2019  | 2020 | 2021 | 2022 | - |
| ----- | ----- | ----- | ----- | ---- | ---- | ---- | - |
| 1 365 | 1 334 | 1 357 | 1 364 | 347  | 223  | 192  | - |

### Textes réglementaires
- Décret no 2007-382 du 21 mars 2007 portant création de l'établissement public de coopération scientifique Université Paris-Est
- Décret no 2012-487 du 13 avril 2012 modifiant le décret no 2007-382 du 21 mars 2007 portant création de l'établissement public de coopération scientifique « Université Paris-Est »
- Décret no 2015-156 du 11 février 2015 portant approbation des statuts de la communauté d'universités et établissements « Université Paris-Est »
- Décret no 2016-1111 du 11 août 2016 portant association d'établissements à Université Paris-Est
- Décret no 2020-1506 du 1er décembre 2020 relatif à la communauté d'universités et établissements « Université Paris-Est »